# راجيف سوري
راجيف سوري (مواليد 10 أكتوبر 1967، نيودلهي) هو رجل أعمال سنغافوري من أصل هندي. يشغل منصب الرئيس التنفيذي لشركة إنمارسات منذ فبراير 2021.
من أبريل 2014 إلى يوليو 2020، شغل راجيف سوري منصب الرئيس التنفيذي لشركة نوكيا. شغل راجيف سوري مناصب مختلفة في نوكيا منذ عام 1995.

## الحياة المبكرة
ولد راجيف سوري بالهند، ونشأ بالكويت. هو أيضا مواطن سنغافوري. حصل على درجة البكالوريوس في هندسة الإلكترونيات والاتصالات من معهد مانيبال للتكنولوجيا، الذي كان تابعًا آنذاك لجامعة مانغلور.

## المسيرة
في عام 1995، انضم راجيف سوري إلى شركة نوكيا. في أبريل 2014، تم تعيينه كرئيس تنفيذي لشركة نوكيا. في مارس 2020، أُعلن أن راجيف سوري سيتنحى عن منصبه كرئيس تنفيذي لشركة نوكيا. في أغسطس 2020، تم استبداله ببيكا لوندمارك. في 24 فبراير 2021، تم تعيينه رئيسا تنفيذي لشركة إنمارسات. في 29 نوفمبر 2023، تم تعيين راجيف سوري رئيسًا جديدًا لمجموعة ديجيسيل.

## الحياة الشخصية
يقيم راجيف سوري في سنغافورة ولندن. وهو متزوج من سيدة الأعمال نينا ألاغ سوري. ولديهما ولدان.